# Wordless Anthology III 〜Masahiro Andoh Selection & Remix +1〜
『Wordless Anthology III 〜Masahiro Andoh Selection & Remix +1〜』（ワードレス・アンソロジー・スリー マサヒロ・アンドウ・セレクション&リミックス+1）は、THE SQUARE/T-SQUAREのベスト・アルバムである。1999年2月20日リリース。+1は未発表曲の意。

## 解説
T-SQUAREデビュー20周年を迎えて発売されたベスト・アルバム。
リーダーの安藤まさひろが自ら選曲、リミックスされた楽曲を収録。未発表音源として「MISS YOU」のライブ・テイクが収録された。
「Wordless Anthology」はベーシストで選曲を区切っているが、『III』では須藤満が在籍した期間の楽曲が収録されている。前任の田中豊雪はバンドに対する熱い思いや貢献度がこれ以上ないものだと思っていたので、彼が辞めたことはそれまでのスクェア史上最もショックな出来事だった。そういった意味では最初、須藤のことを厳しい目で見ていたが、彼の素晴らしいテクニックとセンスは、あっという間に安藤のがっかりした気持ちを埋めていった。須藤はバンドをしっかり支えるタイプで、そういう意味でも前任者（田中）を受け継いでくれた須藤のおかげで、結果的にバンドとしてワンランク・ステップアップ出来たように思ったという。
そしてその後、アルバム『NATURAL』を最後に伊東たけしがバンドを抜けたことは、スクェアにとっても、安藤個人にとっても大きな試練となった。伊東は安藤を除く唯一のオリジナルメンバーで、同じ夢や価値観を持ってバンドを始めた仲間の脱退は、あまりにも危機的な出来事で、安藤も多くのことを学ばずにはいられなかった。しかしその穴を見事に埋めてくれた本田雅人は、とにかくすごいテクニシャンで音楽に対する姿勢やこだわりも非常に厳しいものがあり、彼からは伊東とは違う角度からいろんなことを学ぶことになった。
また、海外でのレコーディングや演奏の機会が多くなる時期だった。憧れの土地でのライブは緊張で膝が震えたりしたが、初めて受けたスタンディング・オベーションには本当に感動したという。安藤は、そこではただ美しいだけでの演奏ではダメで、何か引っ掛かりのあるようなもの、想像以上にエモーショナルなものがないと、観客の心を掴む事はできない、感動は生まれないということを身をもって体験した。
『III』の時期は『I』、『II』よりもずっと時間的に長期にわたっており、当然発表されたアルバムの枚数も多いので、安藤自身選曲しきれなかったという。本当はもう一枚出せると良かったが、スクェアの歴史の中で時期を区切るとどうしても3になるので今回はこのような選曲になった。
ブックレットには安藤によるライナーノーツと楽曲解説、1998年までのバンドのバイオグラフィーが収載されている。

## 収録曲
1. TRUTH - 安藤まさひろ作曲
アルバム『TRUTH』に収録。この曲は、アルバム製作のプリプロの段階で、出揃った曲とは違うアプローチの曲が欲しいとプロデューサーに言われ、新たに書き足したうちの一曲だった。なにげなくギターをいじっているうちにできた曲で、今一つ自信はなかったが、偶然「F-1」のテーマ曲になったことで「T-SQUARE」の名前が全国的に知られるようになったのはラッキーだったという[1]。
2. TWILIGHT IN UPPER WEST - 和泉宏隆作曲
アルバム『TRUTH』に収録。安藤が考えているスクェアの使命として、インストでもキャッチーで世の中に広く聴かれる曲が欲しいというのがあり、いつの頃からか安藤はテンポ感のある曲で、バラードは和泉という感じになっていった。その中でもこれは名曲で、それをまた伊東が上手に歌うので、すごくいいコンビだったと述懐している[1]。
3. MISS YOU - 安藤まさひろ作曲
アルバム『YES,NO.』に収録。これは1998年4月の「Farewell & Welcome」のチキンジョージでのライブ音源。和泉のアコースティック・ピアノのソロがフィーチャーされ、その演奏がすごく良かったので収録された。サックスは宮崎隆睦で、キーボードは難波正司[1]。
4. DAISY FIELD - 安藤まさひろ作曲
アルバム『NATURAL』に収録。コンサートやライブでとても重宝する曲。ハードな曲とバラードの中間を取り持つ、場面や気分の転換にもってこいのナンバー。12弦ギターは打ち込みで、この頃からレコーディングでよくコンピューターを使うようになっていった[1]。
5. WIND SONG - 和泉宏隆/ラス・フリーマン作曲
アルバム『NATURAL』に収録。リッピントンズというロサンゼルスのフュージョン・バンドのギタリストのラス・フリーマンにプロデュースをお願いしている。リッピントンズはポップで分かりやすい曲だが技術はすごくあるバンドで、音楽性がスクェアに似ていると考えていた。『NATURAL』では基本的に安藤と和泉の書いた曲をラスが少し手直しする形で共作として出しており、中でも特に好きな曲の一つ。今までになく繊細な感じで仕上がったそうである[1]。
6. MEGALITH - 本田雅人作曲
アルバム『NEW-S』に収録。本田の代表曲でもある。最初にデモテープで聴いた時は、途中で出てくるギターのユニゾンのフレーズが面白いなと思い、これで初めて本田の音楽に対する姿勢を知ることになったが、そのこだわりの凄さには安藤もビックリした。レコーディングで「せーの」で録り（一発録り）、そのあとドラム以外大抵は一分の狂いもないように、ほとんど直されている[1]。
7. ROMANTIC CITY - 安藤まさひろ作曲
アルバム『NEW-S』に収録。この曲を作曲するとき初めてドラムループが使用された。レッド・ツェッペリンのドラマージョン・ボーナムのちょっとサンバっぽいフレーズをループさせて、それにメロディーをつけていったが、ツェッペリンの音楽とは全然違う、とても哀愁のある曲ができたなと感じていた。アコースティック・ギターでメロディーをフィーチャーするのも新しいスタイルで、則竹裕之も初めて木のブラシみたいなもの（ロッド）を使った[1]。
8. 明日への扉 - 安藤まさひろ作曲
アルバム『HUMAN』に収録。安藤は犬と散歩しているときによく曲ができるが、この曲もそうだった。ちょうどこの頃に息子が産まれて、「子どもってかわいいな」と思っていた頃で、秋田県の小学校の先生から手紙をもらい、そこの生徒がスクェアの曲をやっているというのでその小学校に行って演奏したりしていた。安藤自身が子供に対してすごく愛情を持ったときにそういった出来事があり、彼にとって記憶に残るレコーディングだった。和泉にも言われたが、この曲が収録されたアルバム自体非常に完成度の高いものになっていると思っている[1]。
9. COPACABANA - 安藤まさひろ作曲
アルバム『夏の惑星』に収録。ちょうどこの頃サッカーのイメージアルバムの制作のためブラジルに行って、現地のミュージシャンと仕事をする機会があった。それまでボサノバをただゆったりしているものだと思っていたのが、実はグルーブとテンションがすごい音楽だというのに感動して、そのとき気分は「南米!」で、おかげでこんなタイトルがつくことになった[1]。
10. 夏の蜃気楼 - 本田雅人作曲
アルバム『夏の惑星』に収録。本田は山下達郎が好きで、オリジナルではイントロのヴォイスでひとりハモリをやっているが、かなり長い時間をかけてできた曲だった。ギターとサックスのハモリがとても気持ちいい曲、本田の曲にしては強すぎないテンションで、ポップで好きな曲だという。今回は『Wordless』ということで、ヴォイスはカットされている[1]。
11. CROWN AND ROSES - 安藤まさひろ作曲
アルバム『Welcome to the Rose Garden』に収録。『Welcome to the Rose Garden』は2ヶ月近くロンドンに滞在してのレコーディングで、毎朝レンタカーでスタジオに行く生活がなんだか昔から住んでいるようで嬉しかったという。スタジオの音も則竹推薦のジュリアン・メンデルスゾーンというエンジニアも最高だったそうである。この曲は朝起きてすぐに思いついてできたが、これを聞くとロンドンでの生活を思い出して胸がキュンとなるという[1]。
12. PIOGGIA DI CAPRI - 須藤満作曲
アルバム『B.C.A.D.』に収録。『B.C.A.D.』は本当に楽しいレコーディングで、初代プロデューサーの伊藤八十八のアイディアでイタリアのカプリ島という地中海の島に行ったが、食事がすごく美味しくて最高だったそうである。これは須藤の曲で、ギターのメロディーに哀愁がかって、キャッチーで須藤らしさがよく出ているという[1]。